# Burmannia filamentosa
Burmannia filamentosa är en enhjärtbladig växtart som beskrevs av D.X.Zhang och Richard M.K. Saunders. Burmannia filamentosa ingår i släktet Burmannia och familjen Burmanniaceae. Inga underarter finns listade i Catalogue of Life.